# 白雪公主 (電視劇)
《白雪公主》（英文：Taste Sweet Love）是韓國KBS電視台於2004年3月至5月期間，韓國時間逢星期一、二，晚上9時50分播放的月火迷你連續劇，由金晶和、延政勳、吳承賢、李莞、趙胤熙等演出。

## 劇情介紹
麻永希在一間模特兒做雜務，夢想成為一個模特兒，她一直暗戀著高中同學，現在是電視台主持人的韓振宇，但一直不敢表白。有一次，永希在日本工作時遇上了被追捕的韓賢宇，永希更迫不得已地與賢宇同住了一晚。回到韓國後，振宇帶著弟弟賢宇到永希家，希望永希能收留他，因為賢宇被爸爸趕出來。後來，因一次誤會，振宇與同事章喜媛成為戀人，令永希非常傷心。賢宇與永希住在一起時，賢宇對永希漸生好感，就在此時，在日本來的美奈子卻要找賢宇結婚……

## 演員陣容

### 主要人物
- 金晶和 飾演 麻永希（港譯：馬英愛）
- 延政勳 飾演 韓振宇（港譯：韓千優）
- 吳承賢 飾演 章喜媛（港譯：張梨原）

擁有美麗容貌的新聞主播，實為人工美女，是永希的高中同學，喜歡振宇又喜歡虛榮奢華的生活。
- 李莞 飾演 韓賢宇（港譯：韓先優）
- 趙胤熙 飾演 美奈子

長相甜美可愛，在火車事故失去雙親，陪在身邊的只有把自己當作妹妹的賢宇，從日本到韓國只為追回賢宇，並協助賢宇的音樂之路。
- 沈亨倬 飾演 蛋糕店店長

戀愛經驗零的店長，在永希詢問戀愛的問題時努力找尋答案，但都在開口回覆前被永希的自問自答提前結束。

## 其他搭配歌曲
- 台灣緯來戲劇台版本
  - 片頭曲：南拳媽媽《橘子汽水》
  - 片尾曲：張善為《六個月後...那年夏天》

## 外部連結
- 本劇韓國KBS官方網站 （页面存档备份，存于） 
- 緯來戲劇台官方網站 （页面存档备份，存于）
- 亞洲電視官方網站（繁體中文）

| 韓國 KBS2 月火劇                         | 韓國 KBS2 月火劇                              | 韓國 KBS2 月火劇 |
| ---------------------------------------- | --------------------------------------------- | ---------------- |
|                                          | 白雪公主 （2004年3月15日－2004年5月4日）      |                  |
| 新娘18歲 （2004年1月19日－2004年3月9日） | 北京，我的愛 （2004年5月10日－2004年7月13日） |                  |

| 台灣 緯來戲劇台 每週一至五21:00-22:00    | 台灣 緯來戲劇台 每週一至五21:00-22:00     | 台灣 緯來戲劇台 每週一至五21:00-22:00 |
| ---------------------------------------- | ----------------------------------------- | ------------------------------------- |
|                                          | 白雪公主 （2005年4月15日－2005年5月18日） |                                       |
| 開心書院 （2005年1月19日－2005年3月8日） | 說你愛我 （2005年5月19日－2005年6月15日） |                                       |